# 시청광장 (코펜하겐)

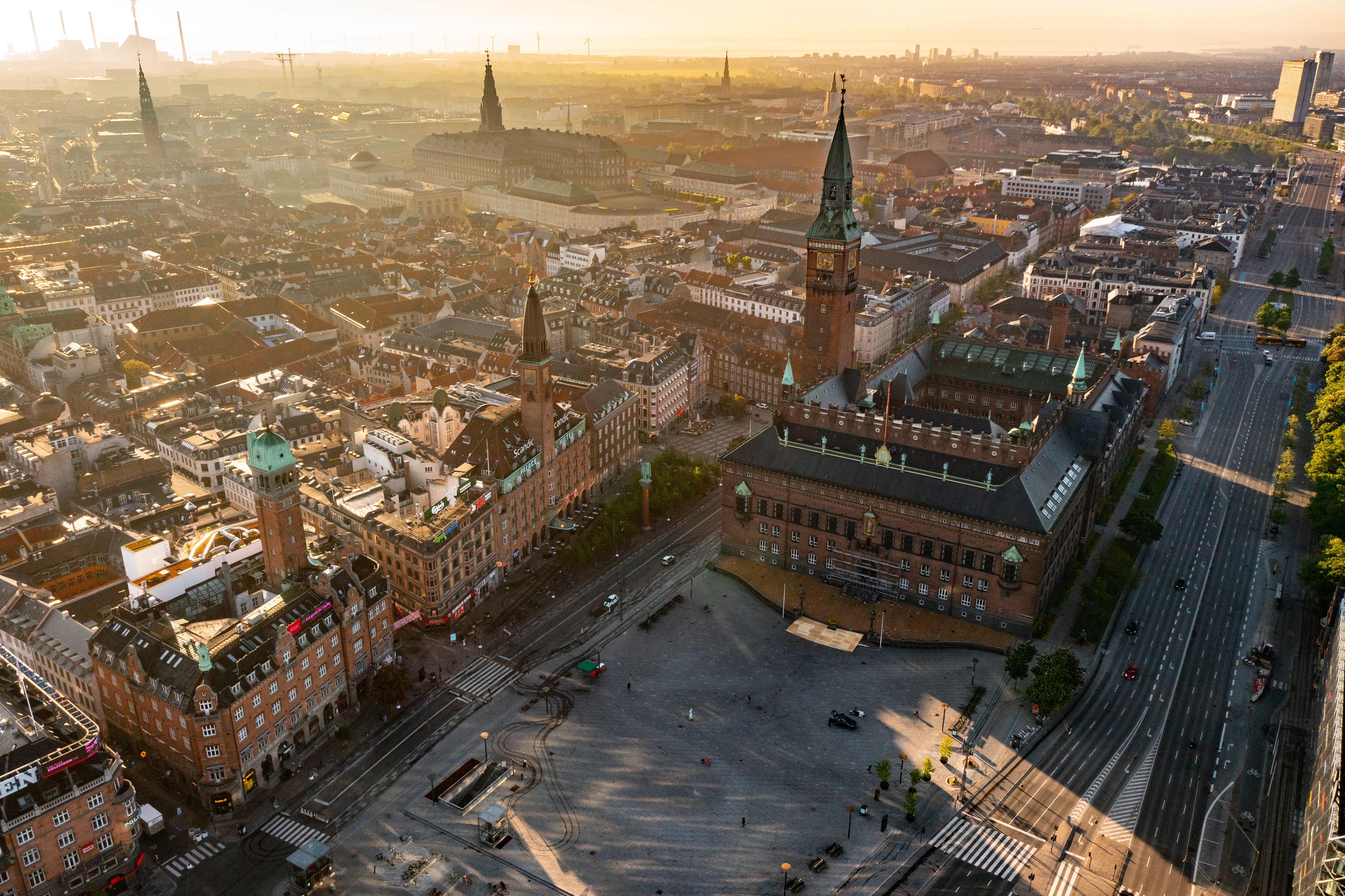
시청광장

시청광장(덴마크어: Rådhuspladsen)은 덴마크 코펜하겐에 있는 광장이다. 코펜하겐 시청사 바로 앞에 있다. 시청과 제휴되어 있어 다양한 행사, 축하 행사, 모임을 위한 인기 있는 장소다. 코펜하겐과의 거리를 측정하는 중심점으로 자주 사용된다.